# Gino Pernice
Pour les articles homonymes, voir Pernice.
Gino Pernice (né le 6 mai 1927 à Milan et mort le 25 avril 1997) est un acteur italien.

## Filmographie
- 1958 : Carmela è una bambola (it) de Gianni Puccini
- 1963 : L'Appartement du dernier étage (L'attico) de Gianni Puccini
- 1963 : Défi à Gibraltar (Beta Som) de Charles Frend et Bruno Vailati
- 1964 : Le Sexe des anges (Le voci bianche) de Pasquale Festa Campanile : Le chanteur en costume rouge
- 1964 : Italiani brava gente (it) de Giuseppe De Santis : Collidi
- 1965 : L'Homme du Minnesota (Minnesota Clay) : Scratchy
- 1966 : Texas Adios (Texas, addio) de Sergio Corbucci : l'employé de banque
- 1966 : Adulterio all'italiana de Pasquale Festa Campanile : Roberto
- 1966 : L'homme qui rit (L'uomo che ride) de Sergio Corbucci
- 1966 : Django de Ferdinando Baldi : Jonathan
- 1967 : T'as le bonjour de Trinita (Rita nel West) de Sergio Corbucci : le Président du tribunal
- 1967 : Les Cruels (I crudeli) de Sergio Corbucci : Jeff
- 1969 : D'Artagnan de Claude Barma (feuilleton télévisé) : Griamud
- 1970 : Companeros (Vamos a matar, compañeros) de Sergio Corbucci : Tourneur
- 1971 : Deux Trouillards pistonnés (Io non spezzo... rompo) de Bruno Corbucci
- 1971 : La classe ouvrière va au paradis (La classe operaia va in paradiso) de Elio Petri : le syndicaliste
- 1971 : Er più: storia d'amore e di coltello de Sergio Corbucci
- 1972 : Jus primae noctis de Pasquale Festa Campanile : Marculfo
- 1973 : Daniele e Maria d'Ennio De Concini
- 1973 : Les Grands Patrons (Bisturi, la mafia bianca) de Luigi Zampa
- 1974 : On demande professeur accompagné de ses parents de Mino Guerrini : commissaire de police
- 1974 : Cavale, Tonton ! (La sbandata) d'Alfredo Malfatti et Salvatore Samperi : Carluzzi
- 1974 : La sculacciata de Pasquale Festa Campanile : Le vendeur ambulant d'encyclopédies
- 1975 : Di che segno sei? de Sergio Corbucci : Il dottore
- 1975 : En 2000, il conviendra de bien faire l'amour (Conviene far bene l'amore) de Pasquale Festa Campanile : Assistant
- 1976 : La Grande Bagarre (Il soldato di ventura) de Pasquale Festa Campanile : Fanfulla da Lodi
- 1978 : Comment perdre sa femme et trouver une maîtresse (Come perdere una moglie e trovare un'amante) de Pasquale Festa Campanile : Arturo, le mari d'Eleonora
- 1979 : Il corpo della ragassa de Pasquale Festa Campanile : Giovanni
- 1981 : Culo e camicia de Pasquale Festa Campanile : Carletto Benedetti
- 1982 : Marche au pas ! (Porca vacca) de Pasquale Festa Campanile
- 1982 : Spaghetti House (it) de Giulio Paradisi : Valentino
- 1989 : Scandalo segreto de Monica Vitti